# Ujong Tanoh
Ujong Tanoh is een bestuurslaag in het regentschap Aceh Selatan van de provincie Atjeh, Indonesië. Ujong Tanoh telt 611 inwoners (volkstelling 2010).